# Arco Íris
Arco Íris este un oraș în São Paulo (SP), Brazilia. 